# ブラックバード (アルター・ブリッジのアルバム)
『ブラックバード』（原題: Blackbird）は、2007年に Universal Republic から発売されたアルター・ブリッジの2枚目のアルバム。アメリカの Billboard アルバム・チャートでは初登場で13位を記録（ロックアルバム・チャートでは4位）し、その週だけで 47,000 枚以上を売り上げ、2008年12月時点での売り上げ枚数は、227,000 枚以上となっている。イギリスのチャートでは初登場で37位を記録（ロックアルバム・チャートでは2位）。

## 概要
2004年にクリードが解散した際、クリードから2000年に脱退していたベーシストのブライアン・マーシャルを迎え入れる形で、マーク・トレモンティ (ギター) 、スコット・フィリップス (ドラムス) というクリードのオリジナル・メンバーに新たなボーカリストとしてマイルズ・ケネディを加えて結成されたバンドで制作されたセカンド・アルバム。

## 収録曲
1. Ties That Bind - 3:19
2. Come to Life - 3:51
3. Brand New Start - 4:54
4. Buried Alive - 4:35
5. Coming Home - 4:19
6. Before Tomorrow Comes  - 4:06
7. Rise Today  - 4:21
8. Blackbird - 7:58
9. One by One - 4:20
10. Watch Over You  - 4:19
11. Break Me Down - 3:56
12. White Knuckles - 4:24
13. Wayward One - 4:47

Produced by: Michael "Elvis" Baskette

## シングル
- Rise Today  (2007年)
- Ties That Bind (2008) - UK only
- Watch Over You  (2008)
- Before Tomorrow Comes  (2008)

## ボーナス・トラック
- The Damage Done - シングル「Ties That Bind」収録 (3:45)
- New Way to Live - シングル「Rise Today」収録 (5:40)
- We Don't Care At All - イギリス国内向け及び iTunes Bonus Track (3:42)

## レコーディング・メンバー
- マイルズ・ケネディ - Myles Kennedy (Lead Vocals, Rhythm Guitar)
- マーク・トレモンティ - Mark Tremonti (Lead Guitar, Backing Vocals)
- スコット・フィリップス - Scott Phillips (Drums, Percussion)
- ブライアン・マーシャル - Brian Marshall (Bass)

## スタッフ
- Michael Elvis Baskette - Producer
- Dave Holdredge - Engineer
- Jef Moll - Digital Engineer